# Géologie de la Mémoire
Géologie de la Mémoire est une œuvre de Guillaume Leblon, inaugurée en 2014 pour remplacer l'ancien monument aux morts de Saint-Martin-Cantalès, en France.

## Description
L'œuvre est érigée à Saint-Martin-Cantalès, une petite commune de l'ouest du Cantal, le long de la rue principale, à proximité de l'église Saint-Martin. Il s'agit d'une sculpture abstraite de 5 m de haut, 3 m de long et 2 m de large, pesant au total 30 t. Elle est constituée de huit dalles de pierre reposant sur un socle en béton engazonné. Ces blocs, chacun d'une pierre différente, sont bruts, empilés les uns des autres, séparés par un mince espace ; de haut en bas :
- Pierre de Volvic
- Marbre gris des Ardennes
- Marbre blanc de l'ancienne Yougoslavie
- Marbre rouge du Maroc
- Pierre de Langres (symbolisant la bataille de la Marne)
- Onyx d'Afghanistan
- Marbre rouge de Flandre
- Pierre bleue du Hainaut (représentant la bataille d'Ypres)

L'œuvre est un monument aux morts : 23 noms y sont gravés sur les tranches des pierres.

## Historique
Après la Première Guerre mondiale, la commune de Saint-Martin-Cantalès commande sur catalogue aux établissements Gourdon une statue en pierre reconstituée représentant un poilu mourant en défendant le drapeau français. Inauguré en 1926, le monument est de mauvaise qualité et se dégrade rapidement. Le 1er mars 2008, il s'effondre sous le poids de la neige. Sollicité en 2009 par la mairie, l'architecte des bâtiments de France déclare qu'il n'est pas possible de le restaurer ; la mairie choisit alors de le remplacer par une œuvre contemporaine.
Le projet de Guillaume Leblon est retenu en 2011. Le monument est inauguré le 15 février 2014.